# 暫住制度
暫住制度（ざんじゅうせいど）においては中華人民共和国における人口管理制度の一つで、常住地を離れた移動者に対し、暫定的な居住地の戸口登記機関を通じて管理する制度である。

## 概説
中国の人口管理制度は、特に農村から都市への戸口（戸籍）の移転を伴う人の移動を厳しく制限するものであり、依然として都市部において常住人口を取得することは一般に容易ではない。従ってそこには当然に常住人口管理上には現れない人の移動も存在する。戸口登記条例上は、こうしたケースに対しても管理の空白を防ぐため、移動者に暫住登記を義務付けている。すなわち暫住人口として暫定居住地の戸口登記機関を通じて管理する方策である。公民が常住地の市・県の範囲外の都市に3日以上滞在する場合には、3日以内に戸口登記機関に暫住登記を申請しなければならず、暫住期間が3か月を超えるときは期間延長申請もしくは移転手続処理が必要とされている。1958年4月に示された公安部の指導方針によれば、許可しうる延長期間は3か月以内とされており、戸口登記条例による暫住期間の延長は、一般には3か月、最長でも6カ月が限度である。沿海工業地帯の発展は大量の労働力需要をもたらし、内陸部からの人口移動は不可避なものとなった。そこで出稼ぎ労働者を管理するため、1985年公安部は、「都市暫住人口管理についての暫定規則」を定め、都市での暫住3か月以上の場合の手続き、および集鎮での暫住登記の手続きと暫住3か月以上の場合の手続きを明確に示すと同時に、暫住期間が3か月を超える予定の満16歳以上の者に対する「暫住証」の発給を新たに規定した。

## 暫住証と孫志剛事件
2003年3月、27歳の湖北省出身の服飾デザイナー孫志剛が就職準備のため広州市を訪れたが、警察官に職務質問を受けたのち、浮浪者として広州市公安により身柄を拘束された。その後、収容先の施設で職員らに殴打等の暴行を受け、3日後に死亡した。身柄拘束当時、身分証や名刺等は所持していたが、「暫住証」のみを携帯していなかったことが拘束の理由とされた。この孫志剛事件が大々的に報道され、出稼ぎ労働者の都市部における悲惨な実情に対する改善要求の世論が高まり、暫住制度に対する見直しの動きが見られるようになった。例えば瀋陽市では2003年7月に暫住証制度を取消し、その代わりに暫住登記制度による管理を行うことを正式に発表した。こうした動きは他都市にも見てとれるが、しかしながら大部分の大・中都市は現実的な必要性を理由に、依然として暫住証制度を外来人口管理の主要な方式としている。

## 戸籍制度改革と暫住制度との関係
農村から都市への人口移動を厳しく制限する従前の戸籍管理制度における暫住制度は、「都市でのみ暫住登記を行い、長期の暫住は事実上禁止する」という状況にあった。しかし改革開放政策の進展により、その様子が大きく変化している。「暫住登記の範囲を拡大し、長期の暫住を認め、暫住証を通じた管理を行う」という方向である。すなわち、暫住人口に対し、管理の厳格化を目的とすると同時に、暫住地における長期の滞在に合法性を付与するものである。